# Alilaguna Blu vízibusz (Velence)
A velencei Alilaguna Blu jelzésű vízibusz a Terminal Crociere és a tesserai repülőtér között közlekedik. A viszonylatot az Alilaguna S.p.A. üzemelteti.

## Története
Az Alilaguna Blu vízibusz 2007-től közlekedik, eredetileg csak a San Marcótól járt, majd a nyári menetrendekben meghosszabbították a Marittimáig.
2011-től egész évben a Marittimától jár (ezt utóbb átnevezték Terminal Cricierere), és megáll még néhány plusz megállóhelyen is.
Az Alilaguna Blu története:
| Időszak     | Járat- szám   | Megállók |
| ----------- | ------------- | --- |
| 2007 – 2010 | Alilaguna Blu | San Marco (Giardinetti) – San Zaccaria (Jolanda) – Lido, Santa Maria Elisabetta – Bacini – Ospedale – Fondamente Nove – Murano, Colonna – Aeroporto                                                                                           |
| 2010 – 2011 | Alilaguna Blu | Stazione Marittima – San Marco (Compagnia della Vela) – San Marco (Giardinetti) – San Zaccaria (Jolanda) – Lido, Santa Maria Elisabetta – Bacini – Ospedale – Fondamente Nove – Murano, Colonna – Aeroporto                                   |
| 2011 – 2014 | Alilaguna Blu | Stazione Marittima – Giudecca (Stucky) – Zattere – San Marco (Giardinetti) – San Zaccaria (Jolanda) – Arsenale – Lido, Santa Maria Elisabetta – Bacini – Ospedale Civile – Fondamente Nove – Murano Colonna – Aeroporto (Tessera)             |
| 2014 – ma   | Alilaguna Blu | Terminal Crociere – Giudecca (Stucky) – Zattere – Zitelle – San Marco (Giardinetti) – San Zaccaria (Jolanda) – Arsenale – Lido, Santa Maria Elisabetta – Certosa – Bacini – Ospedale – Fondamente Nove – Murano Colonna – Aeroporto (Tessera) |

## Megállóhelyei
| sz. | idő (perc) | megállóhely neve             | sz. | idő (perc) | átszállási kapcsolatok                                                                                | látnivalók                                                                    |
| --- | ---------- | ---------------------------- | --- | ---------- | --- | ----------------------------------------------------------------------------- |
| 0   | 0          | Terminal Crociere            | 12  | 109        | | (nemzetközi kikötő)                                                           |
| 1   | 9          | Giudecca (Stucky)            | 11  | 103        | | Mulino Stucky                                                                 |
| 2   | 14         | Zattere                      | 10  | 98         | 2, 5.1, 5.2, 6, 8, 10, N, Alilaguna V, Carnevale all’Arsenale, Circolare LineafusinA / 16, Pantallone | Zattere, Gesuati, Santa Maria della Visitazione                               |
| 3   | 24         | San Marco (Giardinetti)      | 9   | 88         | 1, 2, 10, N, Alilaguna A, Alilaguna R, Alilaguna V, Arlecchino, Brighella, Pantallone                 | Szent Márk tér, Dózsepalota, Harry's Bar, Palazzo Giustinian, Palazzo Tiepolo |
| 4   | 29         | San Zaccaria (Jolanda)       | 8   | 84         | 1, 2, 4.1, 4.2, 5.1, 5.2, 7, 14, 15, 19, 20, N, Brighella, Carnevale all’Arsenale, Colombina          | Szent Márk tér, Dózse-palota, San Zaccaria                                    |
| 5   | 33         | Arsenale                     | 7   | 78         | 1, 4.1, 4.2                                                                                           | Arsenale, Museo Sorico Navale                                                 |
| 6   | 44         | Lido, Santa Maria Elisabetta | 6   | 66         | 1, 2, 5.1, 5.2, 6, 8, 10, 14, 18, N, Alilaguna R, Alilaguna V; Lido buszok: 11, A, B, C, N, V         | Santa Maria Elisabetta                                                        |
| 7   | 52         | Certosa                      | 5   | 57         | 4.1, 4.2, Alilaguna R                                                                                 |                                                                               |
| 8   | 58         | Bacini                       | 4   | 49         | 4.1, 4.2, 5.1, 5.2, 22                                                                                |                                                                               |
| 9   | 61         | Ospedale                     | 3   | 45         | 4.1, 4.2, 5.1, 5.2, 22                                                                                | Santi Giovanni e Paolo, Ospedale Civile                                       |
| 10  | 66         | Fondamente Nove              | 2   | 41         | 4.1, 4.2, 5.1, 5.2, 12, 13, 22, M-LN, N-M, Alilaguna A, Alilaguna G                                   | Gesuiti                                                                       |
| 11  | 74         | Murano Colonna               | 1   | 30         | 3, 4.1, 4.2, 7, 18, N-M, Alilaguna G, Colombina                                                       |                                                                               |
| 12  | 104        | Aeroporto (Tessera)          | 0   | 0          | Alilaguna A, Alilaguna R                                                                              | Velence Marco Polo repülőtér                                                  |